# Ctenophorus caudicinctus
Espèce
Synonymes
- Grammatophora caudicincta Günther, 1875
- Amphibolurus caudicinctus (Günther, 1875)
- Amphibolurus imbricatus Peters 1876
- Amphibolurus caudicinctus graafi Storr, 1967
- Amphibolurus caudicinctus infans Storr, 1967
- Amphibolurus caudicinctus macropus Storr, 1967
- Amphibolurus caudicinctus mensarum Storr, 1967
- Amphibolurus caudicinctus slateri Storr, 1967

Ctenophorus caudicinctus est une espèce de sauriens de la famille des Agamidae.

## Répartition
Cette espèce est endémique d'Australie. Elle se rencontre en Australie-Occidentale, en Australie-Méridionale, au Territoire du Nord et au Queensland.

## Liste des sous-espèces
Selon The Reptile Database (17 avril 2012) :
- Ctenophorus caudicinctus caudicinctus (Günther, 1875)
- Ctenophorus caudicinctus graafi (Storr, 1967)
- Ctenophorus caudicinctus infans (Storr, 1967)
- Ctenophorus caudicinctus macropus (Storr, 1967)
- Ctenophorus caudicinctus mensarum (Storr, 1967)
- Ctenophorus caudicinctus slateri (Storr, 1967)

## Publications originales
- Günther, 1875 : A list of the saurians of Australia and New Zealand in Richardson & Gray, 1875 : The zoology of the voyage of H.M.S. Erebus and Terror, during the years 1839 to 1843. By authority of the Lords Commissioners of the Admiralty, E. W. Janson, London, vol. 2, p. 9-19 (texte intégral).
- Storr, 1967 : Geographic races of the agamid lizard Amphibolurus caudicinctus.  Journal of The Royal Society of Western Australia, vol. 50, p. 49-56.